# Sound Horizon
Sound Horizon（サウンドホライズン）是以作曲家Revo为中心的日本的音乐团体。此外2012年後同時也以Linked Horizon的名義與外界作品合作。

## 概要
日本著名音乐团体，由被称为“鬼才”的“杀人音乐界的贵公子”Revo领导。起初以Revo本人的乐器演奏和创作为中心，后来逐渐发展成有着近百人的庞大规模的乐团，可以称的上是日本同人音樂史上的奇迹。虽然讲述的是幻想故事，不过并不是洋溢着梦与希望的世界观，而多以悲剧、颓废性的主题为中心。特别是以命运和战乱为主题的作品中，死亡场面出现频繁，但这样的“死亡”描绘未必是消极的，是为了反衬出光明的美好。音乐风格有着流行、摇滚、爵士、古典、民谣、童谣等等各种各样的音乐要素。故事内容涉及圣经，希腊神话，西方历史等，偶尔还会涉及现代物理学，可谓无孔不入，乐曲中使用了拉丁语、法语、意大利语、英语、阿拉伯语等欧洲语言，和所谓的的“幻想”舞台相符合，中世纪欧洲的色彩很浓。通过「Chronicle」「Chronicle 2nd」「Roman」「圣戦のイベリア」这些作品能看出SH是以历史为主题。以此为延长线的题材在以后的作品里用得不少。REVO本人也在接受采访时说过是以历史（中讲述的人物）作为故事的主轴来谱写作品。而且，以历史为题材的作品中，也存在着基于古代到近代欧洲确实存在的地域和时代设定的故事，也有很多基于史实确实发生的故事为主轴的描写。自稱為「幻想樂團」，作品主要風格是以故事性強的歌詞和組曲的表現形式為特徵的『物語音樂』。
以Revo的個人網站作為前身、於2001年末開始同人音樂活動。2004年成為「ラップ・クリエイティブ」所屬的演奏者。
前身來自於同人音樂的關係、當初以動畫．遊戲同好的核心年輕階層愛好者為主，特別是在「Chronicle 2nd」之後引發一傳十、十傳百效應；由於開始舉辦現場演唱會、在其他階層亦得到廣大愛好者的支持。在愛好者之間較多簡稱為「サンホラ（Sanhora）」。
有观点认为乐队名称的来源与物理学中黑洞边际的事件视界有关联，并指出演唱会曲目即ち…光をも逃がさぬ暗黒の超←重↓力↑（这即是…连光线都无法逃脱的暗黑超←重↓力↑）的歌词作为援引。
此外「Linked Horizon」合作作品與「Sound Horizon」的差異在於會為了個別合作對象的內容調整音樂風格與歌詞，因此演唱者為了配合故事角色的個性，有時要用Sound Horizon平常少用的唱腔或唱法來以求完美詮釋當中的人物特色。不过其中最主要的差异是linked horizon是以商业为目的而作曲而sound horizon则是因为Revo本人对音乐、舞台的喜好而创立，可以说是在“玩”音乐。

## 风格
虽然是“幻想物语”，却是以悲剧颓废的风格为主，来反衬出光明的美好，并不是直接正衬，Revo也曾说，如果不写黑暗，光明就没法突出了。每一个物语结尾，也都是告诉人们不要心怀怨恨。因为音乐中频繁地出现死人的故事，Revo曾半开玩笑地自称是“音乐界的杀人公子”这种描写上的偏好也是SH的风格之一。把悲剧说成喜剧，喜剧说成悲剧，也是Revo的惯用手法。
一首曲子通常讲述一个完整的故事，曲子之间充满纵横联合的关系，一组组曲又汇合成一个大的主题，歌词里常常充满暗喻。
从《Chronicle》《Chronicle 2nd》到《Roman》的所有幻想物语，是同一历史背景（同一世界观）下一脉相承的作品，以后应该会继续沿袭这条路线衍生更多故事。Revo本人在接受采访时也说过会把故事的主轴放在历史（中的人物）上面。不过以历史为主题的作品一般会把时代设定在古代～近代的欧洲。
故事的细节和结果通常都非常隐讳，除了附带插画也没有更多对世界观视觉性表示，因此在粉丝中间，议论各自对作品的不同理解，也成为一种独特的乐趣。

## 音樂性
收錄了所謂Pop Music、搖滾樂、爵士到古典音樂、民族音樂、童謠等各式各樣的音樂要素。配合故事性強的風格而各取適才、靈活運用各種樂風印象，難以一言表達其類型。不過在編曲方面也被說有著重金屬與重搖滾音樂的深遠影響。同時，特別在初期的作品裡受到SQUARE（即現在的SQUARE ENIX）所屬時代的伊藤賢治的影響。
普羅聽眾之中有著非常喜歡的人和非常不喜歡的人，分別存在極端的好評和劣評。由於創作者自身的手癖，經常會在各曲中寫出相似的旋律，（一部份的愛好者稱為「Revo節」）也經常把同樣或相似的分節用於不同的樂曲上，顯示出「音樂上的樂曲關聯」。
「Lost」以後的作品，在歌唱前後和間歇有著俗稱「口白」的解說和台詞，以令聽眾容易了解歌曲內容。特別在「口白」部分，Jimang的聲音演出性十分強烈，這也成為聽眾的喜惡感差異之大的主要原因之一。
自主制音樂時期（主要為Chronicle至Lost之間）的製作中心是Revo，不過也因此逐漸編成樂團形式、拘泥了音源的片面。Revo以個人名義參加製作的閃靈怪醫印象CD、以及與jake・恵比須他們合作之後，更加有此傾向。。
此外，取代一期活動中演出細膩音色的田村滋、南都亮二，於二期活動中是和他們有著對相當大對比，擅長於演奏強烈音色的長谷川敦和藤本健一，令二期活動的音樂出現明顯的變化。原本的樂風傾向明顯地變成混合前衛搖滾的感覺。另外，主唱由本來的Aramary一人演出，變成了多位新的主唱，上述兩點是第一期和第二期的音樂主要變更點。

## 组成
自主制作时代（2001-2004）是Revo个人的Project。
第一期（2004-2006）是Revo和Aramary的组合。但是，不少SH的讨论社区（例如日本的2ch），都有把乐园组曲之前的所有作品称为“第一期”的错误理解。
第二期（2006-）强调了“REVO SOLO PROJECT”的形态，歌手和演奏者并不需要固定的构成。按照所创作乐曲的需求，可以自由选择歌手、演奏者以及声优。
2012年后，Revo用Linked Horizon的名义替代了原先Revo（Sound Horizon）这一名义，专门用于Revo和其他作品合作时使用。但是给其他作品写的Original Soundtrack中，依然是使用Revo个人名义。

## 成員

### 主力
- Revo（レヴォ）、擔任故事原案、作詞、作曲、編曲、吉他、鍵盤、手風琴、主唱等工作。

在擔任主唱及口白時會以「似是而非之人」名義，扮演成該故事CD的角色。（在CD的演出名單中亦使用故事角色名稱。）

### 共同製作成員
- yokoyan（よこやん）、SH所有CD的插畫繪者（包含自主製作時期）。

### 退出的成員
- Aramary（日语：あらまり）、担任主唱、合音、旁白、口白。SH商业化后，在第1期活动结束后退出。（从同人时代的《Thanatos》到商业时代的《Elysion 〜楽園幻想物語組曲〜》，参加了其间所有CD的录制。）

### 協力
以下成員為按照樂曲所需，合作過的歌手及演奏者。括弧內為商業化後參加錄製的CD紀錄。
縮寫：E前（Elysion -楽園への前奏曲-）、E組（Elysion 〜楽園幻想物語組曲〜）、少（少年は剣を…）、R（Roman）、聖（聖戦のイベリア）、M（Moira）、イド（イドへ至る森へ至るイド）、Mä（Märchen）、ハロ（ハロウィンと夜の物語）、ヴァ（ヴァニシング・スターライト）、N（Nein）、絵P（絵馬に願ひを! (Prologue Edition)）、絵FE（絵馬に願ひを! (Full Edition)）

#### 演唱者
- Jimang（じまんぐ）、擔任主唱、合音、旁白、口白。（E前、E組、少、R、聖、M、Mä、N）在商業化前的《Lost》開始參加。
- 霜月はるか（しもつき・はるか）、擔任主唱、合音、口白。（M，在商業化前參加《Lost》《Chronicle 2nd》《霧の向こうに繋がる世界》（※霜月はるか†Revo名義））的製作。
- Ike Nelson（あいく・ねるそん）、擔任旁白。（少、R、聖、M、ハロ、ヴァ、N﹑絵P﹑絵FE）
- KAORI（かおり）、擔任主唱、合音、口白。（少、R、聖、M）
- YUUKI（ゆうき）、擔任主唱、合音、口白。（少、R、聖、M）
- REMI（れみ）、擔任主唱、合音、口白。（少、R、聖、M、Mä）
- RIKKI（りっき）、擔任主唱、合音、口白。（少、R、聖、N）
- 深見梨加（ふかみ・りか）、擔任主唱、口白。（少、R、聖、イド、N﹑絵P﹑絵FE）
- 井上あずみ（いのうえ・あずみ）、擔任主唱、口白。（R、M※、Mä）※『Moira』只有在演唱會追加公演時代替岩崎良美演出。
- 栗林みな実（くりばやし・みなみ）、擔任主唱、合音、口白。（M、Mä、ハロ、N）
- 宇都宮隆（うつのみや・たかし）、擔任主唱、口白。（M）
- 岩崎良美（いわさき・よしみ）、擔任主唱、口白。（M）
- 内藤彩加（ないとう・あやか）、擔任主唱、合音。（M）
- MIKI（みき）、擔任主唱、合音、口白。（M、イド、Mä）
- 遠藤麻里（えんどう・まり）、擔任主唱、合音。（M※）※『Moira』只有在演唱會追加公演時代替内藤彩加演出。
- Joelle（ジョエル）、擔任主唱、合音、口白。（イド、Mä、ハロ、N）
- 初音ミク（はつね・ミク）、擔任主唱、口白。（イド、Mä）※口白部份由初音聲源藤田咲提供。
- 藤田咲（ふじた・さき）、擔任主唱、口白。（イド、Mä）
- 彩乃かなみ（あやの・かなみ）、擔任主唱、合音、口白。（Mä）
- 桐山和己（きりやま・かずみ）、擔任主唱、口白。（Mä）※火刑の魔女子役。
- 小林さゆみ（こばやし・さゆみ）、擔任主唱、口白。（Mä）※火刑の魔女子役。
- 黒沢ともよ（くろさわ・ともよ）、擔任主唱、合音、口白。（Mä﹑絵FE）※『Moira』只有在演唱會時以演員身份演出。
- 鈴木結女（すずき・ゆめ）、擔任主唱、口白。（Mä）
- Ceui（セイ）、擔任主唱、合音、口白。（Mä）
- 石井千夏（いしい・ちなつ）、擔任主唱、合音、口白。（Mä）※生と死を別つ境界の古井戸子役。
- 下川みくに（しもかわ・みくに）、擔任主唱、合音、口白。（Mä）
- 大塚明夫（おおつか・あきお）、擔任主唱、旁白、口白。（少、R、M、イド、Mä﹑絵P﹑絵FE）
- Sascha（サッシャ）、擔任旁白。（イド、Mä、N）
- 木村花代（きむら・はなよ）、擔任主唱、口白。（ハロ）
- Shin（日语：松葉真一）（シン）、擔任主唱。（N）
- 市川裕之（いちかわ・ひろゆき）、擔任主唱。（N﹑絵P﹑絵FE）
- 上出匡高（かみいで・ただたか）、擔任主唱。（N）
- 花れん（はな・れん）、擔任主唱。（N）
- 南里侑香（なんり・ゆうか）、擔任主唱。（N）
- 結良まり（ゆら・まり）、擔任主唱。（N）
- Fuki（フキ）、擔任主唱。（N）
- 井上花菜（いのうえ・はな）、擔任主唱。（N）
- 駒形友梨（こまがた・ゆり）、擔任主唱。（N）
- 沢城みゆき（さわしろ・みゆき）、擔任主唱、口白。（Mo、イ、Mä、N﹑絵P﹑絵FE）
- 石田彩夏（いしだ・あやか）、擔任主唱。（絵P﹑絵FE）
- 香西愛美（こうざい・あみ）、擔任主唱。（絵P﹑絵FE）
- 清永大心（きよなが・ともみ）、擔任主唱。（絵P﹑絵FE）
- SAK.（さく）、擔任主唱。（絵P﹑絵FE）
- ハセガワダイスケ（はせがわだいすけ）、擔任主唱。（絵P﹑絵FE）
- 廣瀬真平（ひろせ・しんぺい） - 擔任主唱。（絵P﹑絵FE）
- 水野雅和（みずの・まさかず）、擔任主唱。（絵P﹑絵FE）
- 井坂泉月（いさか・みずき）、擔任主唱。（絵FE）
- 大原よしの（おおはら・よしの）、擔任主唱。（絵FE）
- 木内栞（きうち・しおり）、擔任主唱。（絵FE）
- 佐藤真大（さとう・まひろ）、擔任主唱。（絵FE）
- 灰野優子（はいの・ゆうこ）、擔任主唱。（絵FE）
- ピコ（ぴこ）、擔任主唱。（絵FE）
- 山川達平（やまかわ・たっぺい）、擔任主唱。（絵FE）

#### 演奏者
- 斉藤"Jake"慎吾（さいとう・じぇいく・しんご）、擔任吉他、樂團指揮。（E組、少、R、聖、M、Mä）
- 大迫杏子（おおさこ・きょうこ）、擔任鍵盤、鋼琴。（R）※在演唱會中兼任直笛，『Roman』前的演唱會也有参與演出。
- 河合英史（かわい・えいじ）、擔任鍵盤、合成器。（R、聖、M、Mä、N）
- 田村滋（たむら・しげる）、擔任貝斯。（E組）
- 長谷川淳（はせがわ・あつし）、擔任貝斯。（少、R、聖、M、イド、Mä、ハロ、N、絵P、絵FE）
- 坂上領（さかがみ・りょう）、擔任長笛。（E前、E組、R、聖、M）
- 南都亮二（なんと・りょうじ）、擔任爵士鼓。（E組）
- Ken☆Ken（ふじもと・けんいち）、擔任爵士鼓。（少、R、聖、M、Mä、ハロ、N）
- 淳士（じゅんじ）、擔任爵士鼓。（イド、Mä、ヴァ、N、絵P、絵FE）
- 石川ナオミ（いしかわ・なおみ）、擔任打擊樂器。（少、R、聖）
- 渡辺☆Fire（わたなべ・ファイヤー）、擔任薩克斯風。（少、R）
- 上里英子（うえさと・はなこ）、擔任小提琴。（少）
- 伊藤佳奈子（いとう・かなこ）、擔任小提琴（獨奏）。（R）
- Kana Strings（かな・すとりんぐす／グループ）、擔任提琴合奏。（R、聖）
- 弦一徹（げん・いってつ）、擔任小提琴（獨奏）。（R、聖、M、イド、絵P、絵FE）
- 弦一徹ストリングス（げん・いってつ・ストリングス）、擔任提琴合奏。（R、聖、Mo、イド、ハロ、絵P、絵FE）
- 石亀協子（いしがめ・きょうこ）、擔任小提琴。（R、聖、M、イド） ※只在PV及演唱會中演出。
- 岡部磨知（おかべ・まち）、擔任小提琴。（M、イド） ※只在PV及演唱會中演出。
- 恵比須弘和（えびす・ひろかず）、擔任ＳＥ（音響效果）。（E組、少、R、聖、M、イド）
- 坂知学（さか・ともたか）、擔任混音。（少、R、聖、M）
- マーティ・フリードマン、擔任吉他。（イド、Mä）
- 桜庭統（さくらば・もとい）、擔任鍵盤。（イド）
- 西山毅（にしやま・たけし）、擔任吉他。（Mä、ハロ、N、絵P、絵FE）
- YUKI（ゆき）、擔任吉他。（Mä、ハロ、ヴァ、N）※『ハロウィンと夜の物語』只在演唱會時演出。
- 五十嵐宏治（いがらし・こうじ）、擔任鍵盤。（Mä、絵P、絵FE）
- 松本圭司（まつもと・けいじ）、擔任鍵盤。（Mä）
- 阿部徹（あべ・とおる）、擔任爵士鼓。（Mä）
- 阿部薫（あべ・かおる）、擔任爵士鼓。（Mä）
- 平原まこと（ひらはら・まこと）、擔任薩克斯風。（ハロ、N）※『Nein』只在演唱會中演出。
- Leda（レダ）、擔任吉他。（ヴァ）
- Ikuo（イクオ）、擔任貝斯。（ヴァ）
- AKITO（アキト）、擔任鍵盤。（ヴァ）
- 井上俊次（いのうえ・しゅんじ）、擔任低音笛。（ヴァ、絵FE）
- 石塚由有（いしづか・ゆう）、擔任和太鼓、神樂鈴、鼓。（絵P、絵FE）
- 大塚惇平（おおつか・じゅんぺい）、擔任笙、鉦鼓。（ヴァ、絵P、絵FE）
- 大橋英之（おおはし・ひでゆき）、擔任陸絃琴。（絵P、絵FE）
- 熊田かほり（くまだ・かほり）、擔任琵琶。（絵P、絵FE）
- 纐纈拓也（こうけつ・たくや）、擔任龍笛、樂太鼓。（絵P、絵FE）
- 庄司知史（しょうじ・さとし）、擔任雙簧管。（絵FE）
- 鈴木正則（すずき・まさのり）、擔任喇叭。（絵FE）
- 鈴木正則ブラスセクション（すずき・まさのり・ブラスセクション）、擔任喇叭合奏。（絵FE）
- 髙桑英世（たかくわ・ひでよ）、擔任篠笛、長笛。（絵P、絵FE）
- 髙桑英世木管アンサンブル（たかくわ・ひでよ・アンサンブル）、擔任木管合奏。（絵FE）
- 中ヒデヒト（なか・ひでひと）、擔任尺八、黑管。（絵FE）
- 三浦元則（みうら・もとのり）、擔任篳篥、鞨鼓。（絵P、絵FE）
- 本間貴士（ほんま・たかし）、擔任箏。（絵P、絵FE）
- 与野裕史（よの・ゆうじ）、擔任洋太鼓。（絵P、絵FE）
- 内藤貴司ホルンセクション（ないとう・たかし・ホルンセクション）、擔任喇叭合奏。（絵P、絵FE）

因人數眾多，僅列出主要樂手。

### 自主製作時期成員
- Yasrow（やすろー）、擔任口白。（參加《Lost》《Chronicle 2nd》的製作）
- 葉芹（はせり）、擔任口白。（參加《Chronicle》的製作）
- 宮坂紀伊（みやさか・きい）、擔任口白。（參加《Chronicle》的製作）
- 篠崎ゆかり（しのざき・ゆかり）、擔任小提琴。（參加《Lost》《Chronicle 2nd》的製作）

## 經歷
2019年
- 3月2日-3日：會員限定活動「王様の休日 In OTSU」於滋賀琵琶湖大津王子大飯店舉行。
  - 30日-31日：會員限定活動「王様の休日 In ISOBE」於群馬・磯部ガーデンホテル舉行。
- 4月27日-29日、5月2日：特別活動「Revo’s Acoustic Night」於東京新高輪格蘭王子大飯店「飛天主宴會廳」及大阪新大谷酒店 「鳳凰」舉辦。[11]

## 演唱會
Sound Horizon的演唱會形式，可以分成演唱會以及Live兩種形式，以下是兩種形式的介紹：

### 演唱會
隨著新專輯發售後舉行，將樂曲中的世界觀及故事直接在舞台上重現，相較之下比較偏向於類音樂劇。
主要角色皆由專輯演唱的歌手本人演出，其他相關角色則是另請舞台演員以及舞者。
舞台的配置通常會有大型投影紗幕及各式大型舞台道具，舞台設計通常為有階梯的兩層式設計，舞台後方則是LED螢幕。場地則多選為有座位的音樂廳為主。

### Live
大多在專輯的宣傳期外舉行，演出內容並不會拘泥於專輯作品的世界觀。
因應Sound Horizon的王國設定，巡迴LIVE稱為「領土拡大遠征」。而配合Revo的生日而舉行的LIVE稱為「国王生誕祭」。2011年，因應東日本大震災而舉行的經濟振興LIVE則稱為「領土復興遠征」。
演出的曲目除了從各張專輯中挑選出來獨立演奏的歌曲外，也有未收錄於專輯中，只有在演唱會上演唱的限定歌曲。而即使是從專輯中挑選出來的作品，也會重新編曲或是稍微改編歌詞。讓歌迷即使每場演唱會都有參加，仍然會有各種不同的驚喜及期待。
另外，2013年的「Revo's Halloween party」則是以Revo製作的作品為主題，除了Sound Horizon的曲目外，也有演出Linked Horizon及以Revo個人名義製作的曲目。
關於舉行場地的部分，2009年「第三次領土拡大遠征」前多選擇在LIVE HOUSE舉行，近年因為參加人數的增加，也漸漸改在能容納較多人數的音樂廳舉行。

## 作品目錄

### 同人CD
除此曲目一覽表之外，也各有一些Bonus Track（如原曲的反向播放曲或PC用音效等）以資料的方式一同附上。
※ 現在已全部絕版。

### 商業單曲
|            | 發售日        | 類型                    | 標題                       | 標準編號                                | 標準編號                                      | 最高排名 |
| 初回限定盤 | 發售日        | 類型                    | 標題                       | 普通盤                                  |                                               | 最高排名 |
| ---------- | ------------- | ----------------------- | -------------------------- | --------------------------------------- | --------------------------------------------- | -------- |
| 1st        | 2006年10月4日 | Maxi Single             | 少年は剣を…                | -                                       | KDSD-111                                      | 第9      |
| 2nd        | 2007年8月1日  | Story Maxi Single       | 聖戦のイベリア             | KICM-91208                              | KICM-1208                                     | 第8      |
| 3rd        | 2010年6月16日 | Prologue Maxi Single    | イドへ至る森へ至るイド     | KICM-91311                              | KICM-1311                                     | 第2      |
| 4th        | 2013年10月9日 | Maxi Single             | ハロウィンと夜の物語       | PCCA.03901                              | PCCA.03902                                    | 第3      |
| 5th        | 2014年10月1日 | Anniversary Maxi Single | ヴァニシング・スターライト | PCCA-04089（預約限定豪華盤） PCCA-04090 | PCCA-04091（2014年） PCCA-04092（2015年以後） | 第3      |

### 商業專輯
| 發售日         | 物語編號                | 標題                                 | 標準編號                                                 | 標準編號   | 最高排名 |
| 發售日         | 物語編號                | 標題                                 | 其他                                                     | 普通盤     | 最高排名 |
| -------------- | ----------------------- | ------------------------------------ | -------------------------------------------------------- | ---------- | -------- |
| 2004年10月27日 | -                       | Elysion ～楽園への前奏曲～           | -                                                        | BZCS-5004  | 第35     |
| 2005年4月13日  | 4th Story CD            | Elysion ～楽園幻想物語組曲～         | -                                                        | BZCS-5006  | 第29     |
| 2006年11月22日 | 5th Story CD            | Roman                                | KICS-91286 (初回限定盤)                                  | KICS-1286  | 第19     |
| 2008年9月3日   | 6th Story CD            | Moira                                | KICS-91363 (初回限定盤)                                  | KICS-1363  | 第3      |
| 2010年12月15日 | 7th Story CD            | Märchen                              | KICS-91630 (初回限定盤)                                  | KICS-1630  | 第2      |
| 2015年4月22日  | 9th Story CD            | Nein                                 | PCCA-04161（預約限定豪華盤） PCCA-040162 1520887(台壓版) | PCCA-04163 | 第2      |
| 2021年1月13日  | 7.5th or 8.5th Story BD | 『絵馬に願ひを！』(Prologue Edition) | -                                                        | PCXP-50813 | 第1      |
| 2023年6月14日  | 7.5th or 8.5th Story BD | 『絵馬に願ひを！』(Full Edition)     | SCXP-0108 (特裝版)                                       | PCXP-50900 | 待定     |

### 商業專輯曲目列表

#### 精選集
|     | 發售日        | 標題                    | 標準編號     | 最高排名 |
| --- | ------------- | ----------------------- | ------------ | -------- |
| 1st | 2012年4月13日 | Chronology［2005-2010］ | KIZC-149~151 | 第4      |

### 書籍
小說
- 『Elysion -二つの楽園を廻る物語 -（上、下）』（著：十文字青、插畫：左、角川書店出版）
- 『Roman 冬の朝と聖なる夜を廻る君の物語(上、下)』（著：十文字青、插畫：左、角川書店出版）
- 『ヴァニシング・スターライトⅠ、ⅠⅠ』（著：時田とおる、插畫：有坂あこ、角川書店出版）

漫畫單行本
- 『Elysion -二つの楽園を廻る物語(1、2)』（解釈・構成：十文字青、漫画：木下さくら、角川書店出版）
- 『Roman(1、2)』（漫画：桂遊生丸、集英社出版）
- 『舊約Märchen(1)』（漫画：ソガシイナ、講談社出版）
- 『新約Märchen(1、2)』（漫画:鳥飼やすゆき、講談社出版）
- 『ヴァニシング・スターライトⅠ、ⅠⅠ』（解釈・構成：時田とおる、漫画：有坂あこ、角川書店出版）

漫畫單行本未收錄
- 『白銀の矢』（原曲：恋人を射ち堕とした日、漫画：竹下けんじろう、講談社・コミックボンボン2006年10月号の増刊号「アブラカダブラ」刊登）

※作者竹下けんじろう於Comike84以同人誌方式販售。
※相田裕「緋色の風車」的印象插畫也同時刊登。
- 『Ark』（漫画：桂遊生丸、集英社・ウルトラジャンプ刊登、前後編）

※2016年1月號於ウルトラジャンプ刊登Moira連載時以隨書贈品小冊子重新收錄。
漫畫連載中
- 『月刊ウルトラジャンプ』、『Moira』（漫画：桂遊生丸、集英社出版）
- 『月刊少年シリウス』、『旧約Märchen』（漫画：ソガシイナ、講談社出版）
- 『少年マガジンエッジ』、『新約Märchen』（漫画:鳥飼やすゆき、講談社出版）

演唱會寫真集
- Triumph 〜第二次領土拡大遠征の軌跡〜（2008年2月8日）※隨書附贈「第二次領土拡大遠征」巡迴Live DVD。
- Memorial Issue「Sound Horizon 6th Story Concert Moira 〜其れでも、お征きなさい仔等よ〜」（2009年1月7日）
- Memorial Issue「Sound Horizon 7th Story Concert Märchen 〜キミが今笑っている、眩いその時代に…〜」（2011年5月20日）
- Memorial Issue「The Great Hope of the Territorial Revival」（2011年12月10日）

### 其他参加作品
- 「Winter Mix 2003」（2003年12月28日）

由Comic虎之穴所發售的CD，REVO提供音樂CD中的樂曲《White Bell Fantasia》
- 「ねとらん者 THE MOVIE #1 ネットのすみでブログと叫ぶ!」（2004年11月24日）

擔任DVD動畫的背景音樂及結尾曲《LiNK》的製作。

### Linked Horizon
Linked Horizon名義發行的作品

### REVO
REVO個人名義發行的作品

## 出演

### 电视节目
- Sound Horizon 5th Anniversary Program Across The Horizon Special（2009年12月9日、MUSIC ON! TV）

### 广播
- メジャーデビュー5周年記念特別番組「Sound Horizon on the Radio」（2009年11月9日・11月16日、 Nack5）
- Sound Horizon ラジオから繋がる物語（2010年2月28日、TBSラジオ）

### 映画
- Sound Horizon 5th Anniversary Movie 『Across The Horizon』（2009年11月）
- 7th Story Concert Märchen 〜キミが今笑っている、眩いその時代に…〜（2011年3月）
- Sound Horizon 10th Anniversary Movie 『The Assorted Horizons』（2014年6月）
- 9th Story Concert Nein 〜西洋骨董屋根裏堂へようこそ〜（2015年10月）

## 備注
1. ↑  歌词中有提及相关的物理词语，同时亦有暗指黑洞和引力方面的描述
2. ↑  乐曲中大量拉丁语、法语、意大利语及其他欧洲语言的使用，为架空的舞台增添了很强的中世纪欧洲的色彩。
3. ↑  fans club會報中指、這兩者是「Revo works中不可或缺的存在」
4. ↑  根据Aramary官方网站仅记载商业活动的履历列表，将自己在SH的商业活动称为“Sound Horizon第一期”，而日志里称第一期活动之前是“自主制作时代”。
5. ↑  第二期活动开始时因『霜月はるか+Revo (Sound Horizon)』这一Cross Collaborate Project而招致了误解，但二期的主唱并不是霜月はるか。
6. ↑  意為跟Revo極為相似，但不是同一人。
7. ↑  M3為以支持同人音樂活動為目的的同人音樂作品發售會「Music+Media-mix Market」的簡稱。也是運營此發售會的非營利團體「M3準備會」的略稱。
8. ↑  「幻想楽団・Sound Horizonのアルバムが初日オリコンデイリー1位! （页面存档备份，存于）」
9. ↑  「Sound Horizonのアルバムが週間3位、4万枚以上を売る大躍進！ （页面存档备份，存于）」
10. ↑  「Information / Sound Horizon 所属レコードレーベル移籍のお知らせ （页面存档备份，存于）」
11. ↑  於飯店宴會廳享用Revo監製的晚餐後聆聽現場演唱，Revo將從作品中選取以Sound Horizon爲中心的樂曲，並以完全現場演奏的方式精心呈現！

## 外部連結
公式網站 
- Sound Horizon official website（页面存档备份，存于） Sound Horizon官方網站
- Sound Horizon的官方Twitter（页面存档备份，存于）
- ポニーキャニオン 音楽専用サイト - Sound Horizon唱片公司的Sound Horizon介紹頁

 特設網頁 
- 『Roman』スペシャルコーナー（页面存档备份，存于）集英社的『Roman』特設網頁
- Sound Horizon 10th Anniversary Special Site（页面存档备份，存于）Sound Horizon10周年記念特設網頁
- 『Sound Horizon × KADOKAWA 書籍総合サイト』Sound Horizon × 角川書店的特設網頁

 成員個人網站 
- Sound Horizon Revo個人網站(連結失效中)
- yokopeko（页面存档备份，存于） yokoyan個人網站

 參加者網站 
- じまんぐ.com -Jimang Official Web Site-（页面存档备份，存于） Jimang公式網站
- kaori's melody（页面存档备份，存于） KAORI個人Blog(新的)
- YUUKI（吉田有希）（页面存档备份，存于） YUUKI個人Twitter
- 時は琥珀から青玉へ（页面存档备份，存于） REMI個人Blog
- RIKKI official WeB（页面存档备份，存于） RIKKI個人網站
- みきわんこ～MIKIの犬だらけ日記～（页面存档备份，存于） MIKI個人Blog
- 栗林みな実オフィシャルサイト（页面存档备份，存于） 栗林みな実公式網站
- Joelle Official Website（页面存档备份，存于） Joelle公式網站
- Ceui Official Web Site（页面存档备份，存于） ceui公式網站

 粉絲設立的資料網站 
- クロニカ学習帳（页面存档备份，存于） Wiki形式的綜合粉絲網站
- サンホラ歌詞・考察・ライブ・コンサートまとめwiki（页面存档备份，存于）Wiki形式的粉絲考察網站
- 地平線情報局（页面存档备份，存于）Sound Horizon中文綜合粉絲網站
- 白之預言書（页面存档备份，存于）Sound Horizon 非官方中文百科